# Cerkev sv. Marije Vnebovzete in sv. Liberala, Castelfranco Veneto
Cerkev svete Marije Vnebovzete in svetega Liberala je v Castelfrancu Venetu v Italiji in je bila zgrajena med letoma 1724 in 1746 po zasnovi Francesca Marie Pretija. Stoji na kraju starejše romanske cerkve in je primer klasicistične arhitekture. Kipi na majhnem trgu pred cerkvijo, Piazza San Liberale, so delo Orazia Marinalija (1643–1720).

## Lega in poimenovanje
Cerkev stoji v utrjenem starem mestnem jedru Castelfranca, tik ob mestnem obzidju. Posvečena je Marijinemu vnebovzetju in svetemu Liberalu.

## Arhitektura
Cerkev je Pretijevo glavno delo. Njegova grobna plošča je v ladji. Uresničil je teorijo usklajene sredine, ko je višina ladje usklajena sredina med njeno dolžino in širino. Cerkev se zgleduje po enostavni obliki jezika Andrea Palladija, kot je še posebej očitno v Il Redentore v Benetkah in v kombinaciji s klasicistično hladnostjo. Cerkev ima obliko latinskega križa z eno ladjo in kupolo nad križanjem.
Leta 1892 in 1893 je bila fasada spremenjena po predlogi Pia Finazzija. Dva para dorskih polstebrov v kolosalnem slogu, ki stojijo  na visokih podstavkih, delijo prevladujoče portiku podobno osrednjo projekcijo fasade na tri dele in nosijo arhitrav s triglifi. Spodaj v tondu je latinski napis: D. N. Mariae CAELO RECEPTAE AC D.LIBERALI PATR. Okronan je s trikotnim pedimentom s tremi kipi Marije in svetnikov. Edina odprtina je vhodni portal, ki se zapira tudi s preprostim trikotnim pedimentom in je povezan s trgom s stopnicami. Zvonik (campanile) je iz opeke in je bil sprva utrjen stolp v obzidju, ki je bil opremljen z obokanimi zvočnimi odprtinami za zvon.

## Oprema
V stranskih ladjah so številni oltarji.
Cerkev hrani tudi umetniška dela, kot je Pala del Giorgione ali Castelfrancova Marija slikarja Giorgioneja iz prvotne stavbe Cappella Costanzo. 
Oltarna slika v apsidi glavnega oltarja je iz stare stavbe. Prikazuje Kristusov spust v Limbo (1551) in je delo Gioambattiste  Ponchina (1500–1570), sodelavca Veroneseja. V desni apsidi je Mučeništvo svetega Sebastijana, delo Palme il Giovaneja. Oltar v desni prečni ladji prikazuje oblake in angele, ki nosijo Marijo, svetega Liberala in Janeza Nepomuka, delo kiparja Giuseppeja Torrettija (1694–1743), učitelja Antonia Canove.
Na prvem oltarju levo zadaj je Mučeništvo svetega Jerneja, delo Antonia Zanchija.
Zakristija hrani celo galerijo slik, predvsem slike iz cerkve v Castelfrancu, ki so jo oskrunili v 19. stoletju, med drugimi iz predhodne San Liberale. Glavna dela so Veronesejeva iz porušene Ville Soranza: 
- sedem fragmentov fresk (1551) Paola Veroneseja za Villo Soranza arhitekta Sanmichelija v S. Andrea Oltre il Muson, ki jih je vzel Filippo Balbi leta 1815 pred rušenjem vile. To so slike Iustitia (Pravica) in Temperantia (Zmernost) na desni steni in stropna freska Tempo e Fama (Čas in slava); [2]
- Kristus v Emavsu,  Paolo Piazza (1560–1620);
- Predstavitev Marije v templju, Palma il Giovane.

Druge so še:
- Sveti Filip Neri in Ignacij Lojolski, Francesco Maffei,
- Sveti Rok, Jacopo Bassano;
- Sveti Joahim in Ana, Francesco Beccaruzzi.